# Euphranta crux
Euphranta crux är en tvåvingeart som först beskrevs av Fabricius 1794.  Euphranta crux ingår i släktet Euphranta och familjen borrflugor. Inga underarter finns listade i Catalogue of Life.